# Tanjung Beringin (Sibolangit)
Tanjung Beringin is een bestuurslaag in het regentschap Deli Serdang van de provincie Noord-Sumatra, Indonesië. Tanjung Beringin telt 193 inwoners (volkstelling 2010).